# تلبوت
كلب صيد ضخم متدلي الأُذنين انقرضت فصيلة التلبوت بسبب الإهمال حيث أنه يحتاح لرعاية مستمرة. نال شهرته لأنه أصل سلالة البيغل المعاصرة والبلادهاوند. يرمز شعار كلب التلبوت إلى كلاب الصيد النبيلة.